# La Costa Open
Il La Costa Open è stato un torneo di tennis. Ha fatto parte del WCT dal 1973 al 1975, nel 1976 dello USLTA Indoor Circuit nel 1977 del Grand Prix e nel 1982 ancora del WCT. Era giocato a La Costa frazione di Carlsbad negli Stati Uniti su campi in cemento.

## Albo d'oro

### Singolare
| Anno      | Vincitore       | Finalista     | Punteggio          |
| --------- | --------------- | ------------- | ------------------ |
| 1973      | Colin Dibley    | Stan Smith    | 6–3, 7–6           |
| 1974      | John Newcombe   | Stan Smith    | 6–2, 4–6, 6–4      |
| 1975      | Rod Laver       | Allan Stone   | 6–2, 6–2           |
| 1976      | Ilie Năstase    | Jimmy Connors | 4–6, 6–0, 6–1      |
| 1977      | Brian Gottfried | Marty Riessen | 6–3, 6–2           |
| 1978-1981 | Non disputato   |               |                    |
| 1982      | Johan Kriek     | Roscoe Tanner | 6–0, 6–7, 6–0, 6–4 |

### Doppio
| Anno      | Vincitori                       | Finalisti                      | Punteggio     |
| --------- | ------------------------------- | ------------------------------ | ------------- |
| 1973      | Roy Emerson Rod Laver           | Nikola Pilić Allan Stone       | 6–7, 6–3, 6–4 |
| 1974      | Clark Graebner Charlie Pasarell | Roy Emerson Dennis Ralston     | 6–4, 6–7, 7–5 |
| 1975      | Brian Gottfried Raúl Ramírez    | Charlie Pasarell Roscoe Tanner | 7–5, 6–4      |
| 1976      | Marty Riessen Roscoe Tanner     | Peter Fleming Gene Mayer       | 7–6, 7–6      |
| 1977      | Bob Hewitt Frew McMillan        | Ray Ruffels Allan Stone        | 6–4, 6–2      |
| 1978-1981 | Non disputato                   |                                |               |
| 1982      | Fritz Buehning Johan Kriek      | Rober Lutz Raúl Ramírez        | 3–6, 7–6, 6–3 |